# Swaminarayan

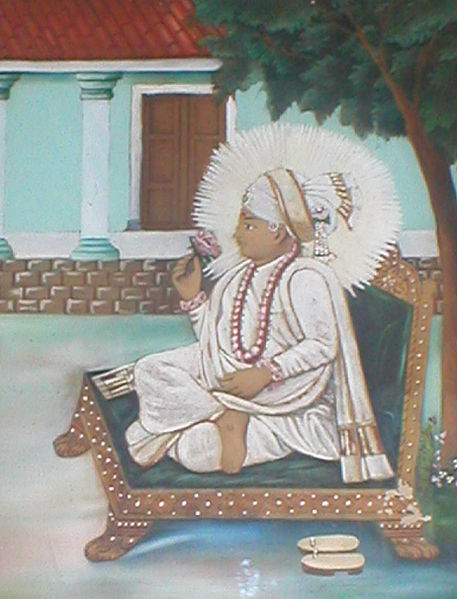
Swaminarayan unter einem Niembaum in Gadhada

Swaminarayan (* 3. April 1781 in Chhapaiya nahe Ayodhya; † 1. Juni 1830), auch bekannt unter dem Namen Sahajanand Swami, ist der Begründer einer Form des Hinduismus, auch Swaminarayan-Hinduismus genannt. Nach dem Tod seiner Eltern begann Swaminarayan im Alter von elf Jahren eine siebenjährige Pilgerreise durch ganz Indien. Er schloss sich im Alter von 18 Jahren dem spirituellen Lehrer Ramanand Swami in Gujarat in Westindien an. Ramanand Swami initiierte ihn formal als Sadhu (Mönch) und ernannte ihn 1801 mit 20 Jahren zu seinem Nachfolger und damit zum Oberhaupt des Ordens.
Swaminarayan erbaute sechs Tempel und initiierte 3000 Sadhus (Mönche), davon 500 als Paramhansas. Er schrieb die Shikshapatri, ein Buch mit sozialen und spirituellen Prinzipien. Ein weiteres Buch mit dem Titel Vachanamrut enthält gesammelte Reden von Swaminarayan. Er starb am 1. Juni 1830 im Alter von 49 Jahren. Vorher ernannte er seine beiden Neffen als Achariyas, die nach seinem Tod die Organisation leiteten.
Swaminarayan gilt als sozialer Reformer, da er sich gegen die Praktiken der Witwenverbrennung und die Tötung weiblicher Babys einsetzte. Er initiierte Armenspeisungen und eröffnete Armenhäuser. Weiterhin führte er Hilfsprojekte in der Zeit von Dürreperioden durch.
Seine Lehre beruht auf den Prinzipien des Hinduismus. Das Lebensziel ist die Befreiung der Seele von den niederen Instinkten, von Verhaftungen und vom Ego und damit vom Kreislauf von Geburt und Tod.
Es gibt verschiedene Organisationen, die heute die Lehre von Swaminarayan vertreten. Dazu zählen unter anderem:
- Shri Nar Narayan Dev Gadi (Ahmedabad)
- Shri LaxmiNarayan Dev Vadtal Gadi (Vadtal)
- BAPS Swaminarayan Sanstha
- Yogi Divine Society (YDS)

Die Anzahl von Anhängern wird weltweit auf 5 bis 20 Millionen geschätzt.

## Kindheit
Swaminarayans Vater Hariprasad Pande und seine Mutter Premvati Pande gaben ihm den Namen Ghanshyam. Sein älterer Bruder hieß Rampratap, sein jüngerer Bruder Ichcharama. Über seine Kindheit sind viele Geschichten überliefert, teilweise mit wundersamen Charakter. Es wird gesagt, dass er mit sieben Jahren sein Studium des Sanskrit vollendet habe und dass sein Vater ihn mit zehn Jahren zu einer philosophischen Debatte nach Varanasi brachte. An der Debatte waren sowohl Anhänger der Advaita-Philosophie (Nicht-Zweiheit) von Shankara als auch Anhänger der Dvaita-Philosophie (Zweiheit) von Madhva beteiligt. Als sie zu keiner gemeinsamen Schlussfolgerung kamen, konnte sie Ghanshyam von seiner Auffassung der Vishishtadvaita-Philosophie (modifizierte Lehre der Nicht-Zweiheit) von Ramanujan überzeugen.

## Pilgerreise durch Indien
Ghanshyams Eltern starben 1792, als er elf Jahre alt war. Daraufhin verließ er das Haus der Familie und begab sich als Asket auf eine siebenjährige Pilgerreise durch ganz Indien. Während dieser Reise nahm er den Namen Neelkanth Varni an. Er begann seine Reise im Himalaya, wo er unterschiedliche spirituelle Lehrer traf. Er besuchte unter anderem die Pilgerorte Mathura, Haridwar, Rishikesh und Badrinath in Nordindien. Er setzte die Reise zum See Manasarovar in Tibet fort. Von dort kehrte er nach Indien zurück und gelangte nach Nepal. Er besuchte das Kloster Muktinath und erlernte dann in der Nähe von Pokhara ein Jahr lang Yoga von dem Yogameister Gopal Yogi. Über Kathmandu, Sherpur im heutigen Bangladesh und Assam gelangte er nach Parshuram Kund in Arunachal Pradesh, dem östlichsten Teil Indiens. Von dort setzte er seine Reise weiter Richtung Südindien fort und besuchte den Jagannath-Tempel in Puri, Kanchipuram, Srirangam, Kumbakonam, Rameswaram, Madurai, Sriperumbudur und erreichte Kanyakumari an der Südspitze Indiens. Dann wanderte er weiter auf der Westseite Richtung Gujarat, wo er unter anderem den Krishna geweihten Dvaraka-Tempel besuchte.
Während seiner Pilgerreise lebte Neelkanth Varni extrem asketisch. Im Himalaya wanderte er barfuß durch den Schnee. Auf Darstellungen und Bildern ist sein Körper völlig ausgemergelt. Das wird auf sein extremes Fasten zurückgeführt. Als er schließlich am Ende seiner Reise in Gujarat ankam, schrieb Muktanand Swami an seinen Guru Ramamanand Swami in einem Brief, dass Neelkanth Varni kein festes Essen zu sich nähme, dass die Venen in seinem Körper grün aussähen und dass er den Eindruck mache, als ob er überhaupt kein Blut in seinem Körper habe.

## Ankunft in Gujarat
1799 erreichte Neelkanth den Ashram (Kloster) von Ramanand Swami in Loj in Gujarat. Die dortigen Mönche waren so beeindruckt von Neelkanth, dass sie ihn überredeten, bei ihnen zu bleiben, bis Ramanand Swami von seiner Reise, auf der er sich befand, zurückkehrte. Nach seiner Rückkehr initiierte Ramanand Swami Neelkanth formal als Sadhu und verlieh ihm den Namen Sahajanand Swami. 1801 ernannte Ramamand Swami ihn zu seinem Nachfolger und übergab ihm die Führung über die Organisation. Ramanand Swami starb kurze Zeit später. Zu dieser Zeit war Sahajanand Swami 20 Jahre alt.
Anschließend verlieh Sahajanand Swami seinen Schülern das neue Mantra „Swaminarayan“ und wurde schließlich selber von seinen Schülern Swaminarayan genannt. Die gesamte Bewegung wurde damit auch unter dem Namen Swaminarayan Sampradaya (Orden) bekannt.

## Wirken und Werk
Die meiste Zeit seines Lebens, nachdem er zum Führer der Organisation geworden war, verbrachte Swaminarayan im Haus von Dada Khachhar im Dorf Gadhada in der Nähe von Bhavnagar in Gujarat.
Gemäß der Überlieferung gab es in der ersten Phase, nachdem Swaminarayan die Führung der Organisation übernommen hatte, Hunderte von Fällen, in denen Anhänger spontan in eine spirituelle Trance – Samadhi – fielen. Besonders diese erste Phase führte dazu, dass seine Anhänger in Swaminarayan nicht nur ihren spirituellen Lehrer, sondern eine Manifestation von Gott sahen.

### Asketen und Paramhansas
Vor allem in den ersten 15 Jahren war Swaminarayan großem Widerstand ausgesetzt. Auch seine Anhänger hatten unter diesem Widerstand zu leiden. Dies betraf vor allem auch die Sadhus, die aufgrund ihrer Regeln nicht mit Vergeltung oder Ärger reagieren durften. Als Reaktion darauf initiierte Swaminarayan 500 seiner Sadhus an einem einzigen Tag als Paramhansas, der höchsten Form von Asketen. Diese Paramhansas gaben neben allen weltlichen Dingen selbst die Mönchskleidung und jedes sichtbare Zeichen ihres Mönchtums auf und waren dadurch weniger Angriffen ausgesetzt.
Unter den Paramhansas spielen Gunatitianand Swami und Gopalanand Swami eine herausragende Rolle, da sich Teile der Swaminarayan-Bewegung in ihrer Nachfolge sehen.

### Soziale Projekte
Swaminarayan initiierte zahlreiche soziale Projekte, wie z. B. das Bauen von Brunnen und Wasserspeichern. Seine Asketen bauten und reparierten Straßen. Sie arbeiteten als Handwerker beim Bau von Tempeln und Wohnhäusern. Swaminarayan beteiligte sich selbst an diesen Tätigkeiten. In Hungerzeiten oder während der Pest eröffneten seine Asketen Armenküchen.

### Soziale Reformen
Swaminarayan setzte sich durch Aufklärung für soziale Reformen ein, die zu einer deutlichen Verbesserung der Stellung der Frau in der damaligen Gesellschaft führten. Er wandte sich gegen die in einigen Gesellschaftsschichten existierende Praxis, Mädchen nach der Geburt zu töten. Diese Praxis hatte ihre Ursache u. a. darin, dass Eltern für ihre Töchter bei der Hochzeit eine hohe Aussteuer an die Familie des Bräutigams zahlen mussten. Swaminarayan wandte sich dagegen und versprach Eltern Geld für die Hochzeit, wenn sie das Mädchen am Leben ließen. Außerdem setzte er sich gegen die Witwenverbrennung – Sati – ein. Nach dieser Praxis ließ sich die Witwe mit auf dem Scheiterhaufen des Ehemannes verbrennen. Stattdessen gab er Witwen einen Status, durch den sie von der Gesellschaft anerkannt wurden.

### Tempel und Schriften
Während der letzten zehn Jahre seines Lebens ließ Swaminarayan sechs Tempel an folgenden Orten in Gujarat bauen. In Klammern steht das jeweilige Datum der Einweihung.
- Ahmedabad (24. Februar 1822)
- Bhuj (15. Mai 1823)
- Vadtal (3. November 1824)
- Dholera (19. Mai 1826)
- Junagadh (1. Mai 1828)
- Gadhada (9. Oktober 1828)

Swaminarayan schrieb die Shikshapatri am 11. Februar 1826 in Vadtal. Dies ist ein Buch mit sozialen und spirituellen Prinzipien. Die Shikshapatri besteht aus 212 Versen in Sanskrit. Swaminarayan hat sie von Nityanand Swami, einem seiner Paramhansas, in Gujarati übersetzen lassen. Heute existieren Übersetzungen der Shikshapatri in 29 Sprachen, darunter 10 indische und 19 andere Sprachen.
Ein weiteres Buch mit dem Titel Vachanamrut enthält spirituelle und philosophische Vorträge, die Swaminarayan während der letzten zehn Jahre seines Lebens hielt. Vier seiner Schüler (Muktanand Swami, Gopalanand Swami, Nityanand Swami und Shukanand Swami) schrieben die Reden von Swaminarayan auf, legten sie Swaminarayan zur Überprüfung vor und veröffentlichten sie als Buch. Swaminarayan hielt seine Vorträge in Gujarati, daher wurde auch das Vachanamrut in Gujarati geschrieben. Es besteht aus 273 Vorträgen, die in zehn Kapiteln zusammengefasst sind. Jedes Kapitel ist nach dem Ort genannt, an dem Swaminarayan seinen Vortrag hielt: Gadhada, Ahmedabad, Sarangpur, Kariyani, Loya, Panchala, Vadtal, Aslali und Jetalpur.

### Lehre
Swaminarayans Lehre baut auf den Lehren des Hinduismus auf. Er berief sich regelmäßig auf hinduistische Schriften wie die Bhagavad Gita. Das Ziel des Lebens ist nach seiner Aussage die Befreiung der Seele von den niederen Instinkten, von Verhaftungen an materielle Dinge und vom Ego und damit vom Kreislauf von Geburt, Tod und Wiedergeburt. Um dies zu erreichen, lehrte Swaminarayan vier Prinzipien, die er unter dem Namen Ekantik Dharma (höchste spirituelle Lehre) zusammenfasste: Dharma, Bhakti, Jnyana und Vairaga.
- Dharma bedeutet nach Swaminarayan, die eigene Lebensaufgabe. Das Dharma kann danach unterschiedlich sein je nachdem welche Position man im Leben hat. Ein Familienvater hat z. B. die Aufgabe, seine Familie zu versorgen und zu beschützen, während ein Sadhu die Aufgabe hat, sich von weltlichen Dingen fernzuhalten und sein spirituelles Wissen weiterzugeben. Ein rechtschaffenes Leben und das Befolgen bestimmter Regeln gehört hierbei ebenfalls zum Dharma.[26]
- Bhakti bedeutet nach dem Verständnis von Swaminarayan Hingabe und Liebe für Gott mit einem gleichzeitigen Verständnis der Glorie von Gott.[27]
- Jnyana bedeutet nach Swaminarayan spirituelles Wissen und Verständnis, insbesondere das Wissen und Verständnis von Jiva (Seele), Maya (Illusion), und Gott.[28]
- Vairagya ist nach Swaminarayan die Losgelöstheit und Nicht-Verhaftung an materielle Dinge.[29]

#### Prinzipien für das Verhalten
Swaminarayan lehrte als erstes Prinzip Gewaltlosigkeit – Ahimsa. Daher erlaubte er keine Tieropfer und machte vegetarische Ernährung zur Regel. Ein wesentliches Prinzip, das Swaminarayan seinen Anhängern gab, war das Befolgen von fünf Regeln:
1. nicht zu stehlen,
2. keinen Ehebruch zu begehen,
3. kein Fleisch zu essen,
4. keinen Alkohol oder andere Rauschdrogen[32] zu konsumieren,
5. kein Essen von jemand aus einer niedrigeren Kaste als der eigenen anzunehmen. Dies wird heute im Allgemeinen ersetzt durch reines Verhalten, nicht vom Pfad abzuweichen oder keine unmoralischen Dinge zu tun.[33][34][35]

#### Philosophie
Swaminarayan hat seine Lehre auf der Philosophie von Ramanuja begründet. Er hat die in Indien weit verbreitete Advaita-Vedanta-Lehre der Formlosigkeit von Gott abgelehnt. Nach Swaminarayan hat Gott eine Form und manifestiert sich auf der Erde.

## Nachfolge
Swaminarayan starb am 1. Juni 1830 in Gadhada in Gujarat. Vor seinem Tod adoptierte er seine beiden Neffen Ayodhyaprasad und Raguvir und ernannte sie zu Achariyas, die nach seinem Tod die Organisation weiter leiteten.

### Ahmedabad und Vadtal
Ayodhyaprasad wurde Achariya von Ahmedabad und Raguvir von Vadtal. Damit richtete er eine Linie für die Nachfolge ein, in der die Position des Achariya jeweils an den Sohn weitervererbt wird.
Der nördliche Teil von Gujarat wurde Ahmedabad zugeteilt. Diese Organisation ist bis heute unter dem Namen Shri Nar Narayan Dev Gadi bekannt. Der heutige Achariya heißt Acharya Shree Koshalendraprasadji Maharaj (* 16. August 1949) Zur Ahmedabad Linie gehörten im Jahr 1999 765 Asketen.
Der südliche Teil von Gujarat wurde Vadtal zugeteilt. Diese Organisation heißt Shri Laxmi Narayan Dev Vadtal Gadi. Der heutige Acharya ist 1008 Acharya Shree Ajendraprasadji Maharaj (* 23. Juli 1966). Zur Vadtal Linie gehörten im Jahr 1999 1468 Asketen.

### BAPS Swaminarayan Sanstha
1907 gründete Shastriji Maharaj (Shastri Yagnapurushdas) eine neue Organisation unter dem Namen Bochasanwasi Shri Akshar Purushottam Swaminarayan Sanstha, bekannt als BAPS Swaminarayan Sanstha. Im Unterschied zu der ursprünglichen Linie der Achariyas vertrat Shastriji Maharaj die Auffassung, dass zusammen mit Swaminarayan als Manifestation von Gott auch sein Schüler Gunatitanand Swami als Manifestation von Akshar Brahma zu verehren sei. Nach dieser Lehre hat der Guru (spiritueller Lehrer) eine herausragende Bedeutung für den spirituellen Weg. 1907 weihte Shastri Maharaj den ersten Tempel der BAPS in Bochasan ein. In diesem Tempel waren in zentraler Stelle Bildnisse von Swaminarayan (Purushottam) und Gunatitanand Swami (Akshar). Daraus leitet sich der Name der BAPS ab (Bochasanwasi Shri Akshar Purushottam Swaminarayan Sanstha). Zu Lebzeiten errichtete Shastri Maharaj fünf Tempel: Bochasan, Sarangpur, Gondal, Atladara und Gadhada.
Die BAPS sieht in der Reihe der folgenden Gurus die spirituelle Nachfolge von Swaminarayan:
- Gunatitanand Swami (* 17. Oktober 1785; † 11. Oktober 1867)
- Bhagatji Maharaj (* 20. März 1829; † 7. November 1897)
- Shastriji Maharaj (* 31. Januar 1865; † 10. Mai 1951)
- Yogiji Maharaj (* 23. Mai 1892; † 23. Januar 1971)[46]
- Pramukh Swami Maharaj  (* 7. Dezember 1921; † 13. August 2016)
- Mahant Swami Maharaj (* 13. September 1933), der zur Zeit lebende Guru.

Yogiji Maharaj und Pramukh Swami haben die BAPS zu einem starken Wachstum gebracht. Heute gibt es weltweit über 1100 Tempel, 1000 Sadhus, 3850 Zentren und 55.000 ehrenamtliche Helfer. BAPS ist auch zunehmend in der indischen Diaspora aktiv, BAPS-Gemeinden gibt es vor allem in Ostafrika, Großbritannien und den USA.
1995 errichtete die BAPS in London, Neasden den ersten und größten Hindutempel außerhalb von Indien, der im traditionellen indischen Architekturstil gebaut wurde. 2023 wurde der ebenfalls von BAPS gebaute Swaminarayan Akshardham in New Jersey, USA der größte Hindu-Tempel außerhalb von Indien und der zweitgrößte weltweit.
BAPS und die ihr angegliederten Organisationen sind neben den religiösen Aktivitäten u. a. in folgenden Bereichen tätig: Publikationen, Betrieb von Schulen, Colleges, Studentenwohnheimen, Krankenhäusern und Hilfsprojekte für Naturkatastrophen.

### Yogi Divine Society
Die Yogi Divine Society (YDS) wurde 1974 von Hariprasad Swami (* 23. Mai 1934; † 26. Juli 2021), einem Schüler von Yogiji Maharaj, gegründet. Die YDS versteht sich als spirituelle und humanitäre Wohltätigkeitsorganisation. Dementsprechend ist sie neben ihren spirituellen Aktivitäten, wie regelmäßigen Treffen und der Verbreitung von menschlichen Werten auch in vielen sozialen Bereichen tätig wie Erziehung, Gesundheitswesen, Umweltschutz.
Die Yogi Divine Society hat ihren Sitz und Haupttempel, Haridham, im Dorf Sokhada nahe Vadodara in Gujarat, wo insgesamt ca. 700 Anhänger leben. Davon sind ca. 150 männliche und 200 weibliche Sadhus. Als Besonderheit in der Swaminarayan-Bewegung werden in der YDS auch Frauen als Sadhu initiiert. Ein zweiter Tempel ist in Netrang, ein dritter in Aanand. In New Jersey, Toronto und London sind weitere Tempel. Darüber hinaus gibt es zahllose Zentren in ganz Gujarat, sowie in den USA, Kanada, UK, Neuseeland, Australien und anderen Ländern. In Deutschland ist die YDS als einzige Swaminarayan-Organisation in Kleinmachnow nahe Berlin vertreten.
In ihrer Lehre vertritt die YDS, wie BAPS, das Prinzip von Akshar Purushottam, d. h. die Verehrung von Gott – Swaminarayan – zusammen mit seinem idealen Schüler – Gunatitanand Swami.

### Anzahl der Anhänger
Die Swaminarayan-Bewegung ist über die Jahre stark gewachsen. Da es keine Mitgliedschaft gibt, ist die genaue Schätzung der Zahl der Anhänger schwierig. Schätzungen gehen von 5 – 20 Millionen Anhängern weltweit aus.

## Werke
- Bhagwan Swaminarayan: The Vachanamrut, Spiritual Discourses of Bhagwan Swaminarayan (An English Translation). Swaminarayan Aksharpith, 1977, ISBN 81-7526-190-0
- Shikshapatri